# 科斯塔·羅寧
科斯塔·羅寧（俄语：Костя Ро́нин，1979年2月3日—）是一位俄罗斯出生的新西兰演員。他出生在前蘇聯加里寧格勒，在年輕時移居到威靈頓。羅寧出演過冷戰諜夢等電視劇。